# Dakota Fanning
Hannah Dakota Fanning (Conyers, 23 febbraio 1994) è un'attrice e modella statunitense.
A otto anni la sua performance nel film Mi chiamo Sam (2001) le valse una candidatura allo Screen Actors Guild Award come miglior attrice non protagonista, facendo di lei la più giovane candidata nella storia. Come attrice bambina, ha continuato in Man on Fire (2004), La guerra dei mondi (2005) e La tela di Carlotta (2006). È vincitrice di tre Young Artist Award, due Critics Choice Award, un Satellite Award, un Saturn Award e due MTV Movie Award, venendo candidata a un Premio Emmy e a un Golden Globe per il suo ruolo nella miniserie televisiva Ripley (2024).
Come modella è apparsa in numerose copertine di Elle, Vanity Fair e Cosmopolitan. Negli Stati Uniti gli incassi dei suoi film ammontano a più di 1,54 miliardi di dollari (con una media di 61,1 milioni a film) e a livello internazionale circa 3,36 miliardi di dollari.

## Biografia
Dakota Fanning nasce a Conyers, in Georgia, il 23 febbraio 1994, figlia di Joy Arrington, che ha praticato tennis professionalmente e di Steve J. Fanning, che ha giocato in una lega minore di baseball per i St. Louis Cardinals. Suo nonno materno è il giocatore di football Rick Arrington e sua zia è la reporter di ESPN e Fox Sports Jill Arrington. Dakota ha una sorella più piccola, anch'ella attrice, Elle.

## Carriera

### Dagli inizi al 2003
Appassionata di recitazione fin da quando era bambina, inscenava spesso spettacoli alla playhouse dov'era iscritta. I suoi genitori, vista la particolare attitudine e i consigli degli amici, decisero di far intraprendere alla figlia la carriera di attrice.
I Fanning quindi passarono sei settimane a Los Angeles, dove Dakota venne scelta tra tantissimi bambini per lavorare nello spot pubblicitario di una celebre marca di detersivo. Considerato che la carriera della bambina iniziava a procedere bene, i Fanning decisero di trasferirsi definitivamente vicino a Hollywood, e dopo il trasloco Dakota fu scritturata per un ruolo nella commedia I gattoni e nel cortometraggio Father Xmas, oltre a partecipare ad un episodio della prima serie di C.S.I, Blood Drops, ma è con il film Mi chiamo Sam che la bambina si impone all'attenzione del pubblico e della critica, dove ricoprì il ruolo di Lucy, una bambina di sette anni che ha un profondo rapporto col padre. L'attrice condivise il ruolo con la sorella, che interpretò lo stesso personaggio all'età di due anni.
Dopo il film con Sean Penn e Michelle Pfeiffer, che le valse anche una candidatura agli Screen Actors Guild Awards, Dakota ottenne un ruolo nel thriller 24 ore, quindi recitò nei panni di una giovanissima Reese Witherspoon in Tutta colpa dell'amore  e come Katie nel film Hansel & Gretel. Nel 2002 arrivò forse il ruolo più impegnativo della sua carriera, quello di una bambina nata dall'incrocio con alieni nella serie televisiva Taken prodotta da Steven Spielberg.
La Fanning ha ricoperto ruoli molto importanti in due film usciti nel 2003, interpretando una bambina viziata contrapposta alla tata immatura (interpretata da Brittany Murphy) in Le ragazze dei quartieri alti, e Sally in Il gatto... e il cappello matto.
Dakota Fanning ha prestato la voce a quattro progetti animati durante questo periodo: come Satzuki nella versione inglese pubblicata dalla Disney de Il mio vicino Totoro, come Kim Possible in età prescolare per il film di animazione Kim Possible: A Sitch in Time, come bambina in un episodio de I Griffin ed infine come giovane Wonder Woman in un episodio della Justice League Unlimited.
Partecipa al videoclip di Across the Universe di Rufus Wainwright.

### 2004-2011
Nel 2004 recita accanto a Denzel Washington nel thriller Man on Fire - Il fuoco della vendetta, quindi in Nascosto nel buio accanto a Robert De Niro dopo il quale presta la voce a Lilo in Lilo & Stitch 2 - Che disastro Stitch!. Ottiene anche una parte nel film 9 vite da donna di Rodrigo García.

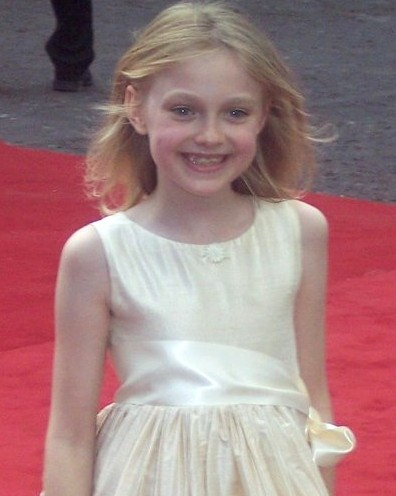
Dakota Fanning a Londra per la prima di La guerra dei mondi (giugno 2005)

Dakota Fanning interpreta la protagonista nel film Dreamer - La strada per la vittoria (film ispirato ad una storia vera) dopo il quale arriva il ruolo di Rachel Ferrier ne La guerra dei mondi ancora con Steven Spielberg.
Dopo aver terminato La guerra dei mondi (pubblicato dopo Dreamer) Dakota inizia immediatamente le riprese de La tela di Carlotta e presta la voce alla protagonista del film d'animazione Coraline e la porta magica, pubblicato nel 2009.
Nel 2007 prende piede una polemica su Internet e sui giornali che incolpa la Fanning di aver preso parte ad un film, Hounddog (girato durante l'estate del 2006), che suscita irritazione da parte di molti per le scene di violenza sessuale e abuso di minore alle quali l'attrice ha partecipato. La madre dell'allora dodicenne Dakota e l'agente dichiararono che il film rappresentava un punto di svolta per l'attrice e ribadirono di sperare che l'interpretazione valesse un Oscar alla bambina.
Dopo Hounddog interpreta Anne Hagen in Winged Creatures - Il giorno del destino (marzo e aprile 2007) e Lacy nel cortometraggio Cutlass (luglio 2007). Da settembre a dicembre del 2007 gira Push, un film che parla di persone con poteri paranormali ambientato ad Hong Kong. Nello stesso anno la rivista Forbes la inserisce al 14º posto delle star under 25 meglio pagate, con un guadagno di 4 milioni di dollari.
Nel marzo del 2008 Dakota e la sorella Elle vennero scelte per il ruolo delle due giovani sorelle in La custode di mia sorella accanto a Cameron Diaz, ma le due rifiutarono quando Dakota apprese che avrebbe dovuto rasare i capelli per l'interpretazione. Furono immediatamente rimpiazzate da Sofia Vassilieva e Abigail Breslin
A febbraio del 2008 Dakota Fanning inizia le riprese de La vita segreta delle api, adattamento cinematografico dell'omonimo romanzo di Sue Monk Kidd. Ambientato nella Carolina del Sud del 1964, la storia è incentrata su una ragazza, Lily Owens, che scappa da una vita solitaria e da una complicata relazione col padre fuggendo con la sua tata ed unica amica (interpretata da Jennifer Hudson, con la quale la Fanning aveva già lavorato in Winged Creatures) fino a giungere in una città della Carolina del Sud, dove le due ragazze vengono accolte in casa da un eccentrico trio di sorelle apicultrici (interpretate da Queen Latifah, Sophie Okonedo e Alicia Keys).
A inizio 2009 la giovane attrice prende parte al film New Moon, secondo capitolo della saga di Twilight, nel ruolo del vampiro Jane, membro del corpo di guardia dei Volturi, capace di infliggere dolore con la forza della mente. Interpreta lo stesso ruolo anche l'anno successivo, nel terzo capitolo Eclipse, e nell'ultimo e quinto capitolo, The Twilight Saga: Breaking Dawn - Parte 2, uscito il 14 novembre 2012.
Nell'estate del 2009 Dakota Fanning interpreta Cherie Currie nel film The Runaways, che narra la storia dell'omonimo gruppo rock composto esclusivamente da membri di sesso femminile, recitando nuovamente al fianco di Kristen Stewart (con cui ha girato anche New Moon e Eclipse), la quale veste i panni di Joan Jett. Cherie Currie è stata la voce principale del gruppo dal 1975 al 1977.

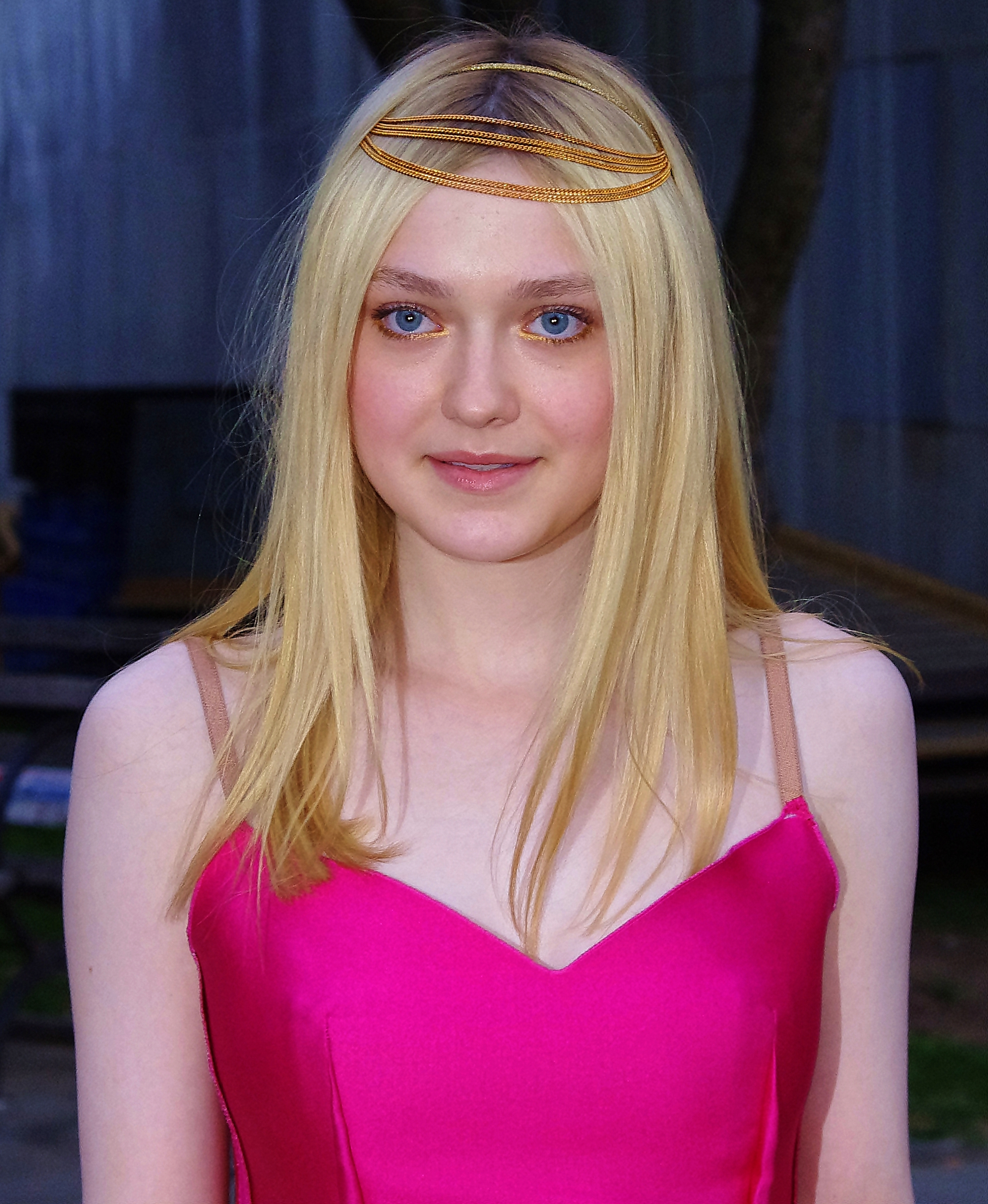
Dakota Fanning al Vanity Fair Party per il Tribeca Film Festival 2012

### Dal 2012
Terminata la saga di Twilight, l'attrice iniziò a lavorare soprattutto in film indipendenti e a basso budget, nel 2012 fu protagonista nel film Now Is Good accanto a Jeremy Irvine, nel ruolo di una ragazza malata di leucemia. L'anno successivo fu protagonista del film Night Moves, presentato alla 70ª Mostra internazionale d'arte cinematografica di Venezia, accanto a Jesse Eisenberg. Nel 2014 fu al cinema con il film Very Good Girls. La pellicola venne presentata al Sundance Film Festival nel gennaio 2013, e narra le vicende di due amiche che mettono a dura prova la loro amicizia quando entrambe iniziano a frequentare lo stesso uomo.
Nel 2014 fu nel cast del thriller psicologico Ogni cosa è segreta, accanto a Elizabeth Banks e Diane Lane, il film uscì nelle sale cinematografiche nel maggio 2015. Inoltre fu protagonista del film Effie Gray - Storia di uno scandalo diretto da Richard Laxton e scritto da Emma Thompson. La pellicola narra la storia del misterioso matrimonio tra la giovane Effie Gray e il critico d'arte John Ruskin, dopo essersi sposata a 19 anni Effie si rende conto che il suo matrimonio è una farsa e al raggiungimento della maggiore età cercherà di lasciare, facendo di lei una delle prime donne nella storia a chiedere il divorzio dal marito. Il film uscì nelle sale inglesi nell'ottobre 2014 mentre negli Stati Uniti ed in Italia nel 2015. Nello stesso anno fu protagonista del film Franny accanto a Richard Gere e Theo James.
Nel maggio 2015 avrebbe dovuto iniziare le riprese, nel ruolo della protagonista, della trasposizione cinematografica di Brain on Fire: My Month of Madness, libro che racconta la storia di Susannah Cahalan, una ventiquattrenne alla quale vengono fatte quattro diverse diagnosi: psicotica, depressa bipolare, epilettica e schizofrenica. Successivamente dovette abbandonare il progetto a causa dei troppi impegni lavorativi, e fu sostituita da Chloe Moretz.
Nel 2016 venne presentato al Festival di Venezia il western Brimstone, che la vide protagonista accanto a Guy Pearce; inoltre fu nel cast di American Pastoral, il film, che segnò il debutto alla regia di Ewan McGregor, narra la storia di una famiglia perfetta ma il cui mondo va in pezzi quando la figlia compie un atto terroristico. Nel mese di ottobre prese parte al cortometraggio The Escape, accanto a Vera Farmiga e Clive Owen.
Nel 2017 venne diretta da Neill Blomkamp in una serie di cortometraggi, dal titolo Oats Studios “Volume 1”, diffusi gratuitamente su YouTube. Fu protagonista del film Tutto ciò che voglio, accanto a Toni Collette, dove interpretò Wendy, una ragazza autistica che intraprende un viaggio on the road per partecipare ad un concorso ad Hollywood. La pellicola, diretta da Ben Lewin, fu presentata al Festival di Roma nella sezione Alice nella Città. Inoltre fece parte nel cast de L'alienista, una serie TV in costume ambientata nella New York del 1896, dove interpretò il ruolo di Sara Howard, l'ambiziosa segretaria di un giovane Theodore Roosevelt a capo della polizia di New York, determinata a diventare la prima donna detective.
Nel 2018 fece il suo debutto come regista dirigendo il cortometraggio Hello Apartment, realizzato per il brand Miu Miu e presentato in anteprima alla settimana della moda di Londra e successivamente nelle sezioni autonome e parallele della 75ª Mostra internazionale d'arte cinematografica di Venezia. Inoltre tornò a lavorare in grandi produzioni hollywoodiane, fu infatti nel cast di Ocean's 8 di Gary Ross. Il 6 giugno dello stesso anno entrò nel cast di C'era una volta a... Hollywood, diretto da Quentin Tarantino, dove ricopre il ruolo di Lynette "Squeaky" Fromme, membro della Famiglia Manson. Il film, incentrato sugli orribili fatti di sangue avvenuti per mano di Charles Manson sul finire degli anni '60, fu presentato in concorso alla 72ª edizione del Festival di Cannes. L'uscita nelle sale, inizialmente prevista per il 9 agosto 2019, nel 50º anniversario della strage avvenuta al 10050 Cielo Drive, fu anticipata al 26 luglio 2019.
Nel novembre 2018 entrò nel cast di Sweetness in the Belly del regista Zeresenay Berhane Mehari, in sostituzione di Saoirse Ronan. Nella pellicola interpreta Lilly Abdal, una giovane donna rimasta orfana a sette anni in Africa e lì cresciuta come musulmana, che fugge in Inghilterra come rifugiata a causa della guerra civile. Le riprese si svolsero in Irlanda e in Etiopia. Il film fu presentato in anteprima al Toronto International Film Festival e ancora prima dell'uscita nelle sale l'attrice è stata attaccata poiché interpreta il ruolo una musulmana non essendolo anche nella vita reale.

## Vita privata
Nel giugno 2011, Fanning si è diplomata alla Campbell Hall School di Studio City, California, dove ha partecipato alla squadra di cheerleader dello spirito dell'università ed è stata votata due volte regina dell'homecoming. Dal 2011 al 2014, ha frequentato la Gallatin School of Individualized Study presso la New York University, dove si è laureata in studi sulle donne, con un focus sulla rappresentazione delle donne nel cinema e nella cultura.
Nel gennaio 2012, è stato riferito che Fanning ha firmato per essere rappresentata da WME (William Morris Endeavour), ponendo così fine a un'associazione decennale con Osbrink Talent Agency. Nell'aprile 2014 ha cambiato nuovamente agenzia ed è ora rappresentata dalla CAA.
Fanning sa lavorare a maglia, ed ha realizzato delle sciarpe per i colleghi Tom Cruise, Robert De Niro, Denzel Washington e Luke Evans.

## Immagine pubblica
Nel 2011 fu scelta per essere testimonial del profumo Oh Lola di Marc Jacobs, campagna che fu censurata in Gran Bretagna poiché l'Advertising Standards Authority ritenne le immagini e le pose dell'attrice non adatte alla sua età. Nel 2017 fu la protagonista della campagna pubblicitaria primavera/estate di Jimmy Choo.

## Filmografia

### Attrice

#### Cinema
- I gattoni (Tomcats), regia di Gregory Poirier (2001) - cameo
- Mi chiamo Sam (I Am Sam), regia di Jessie Nelson (2001)
- Tutta colpa dell'amore (Sweet Home Alabama), regia di Andy Tennant (2002)
- 24 ore (Trapped), regia di Luis Mandoki (2002)
- Hansel & Gretel, regia di Gary J. Tunnicliffe (2002)
- Le ragazze dei quartieri alti (Uptown Girls), regia di Boaz Yakin (2003)
- Il gatto... e il cappello matto (The Cat in the Hat), regia di Bo Welch (2003)
- Man on Fire - Il fuoco della vendetta (Man on Fire), regia di Tony Scott (2004)
- 9 vite da donna (Nine Lives), regia di Rodrigo García (2005)
- Nascosto nel buio (Hide and Seek), regia di John Polson (2005)
- La guerra dei mondi (War of the Worlds), regia di Steven Spielberg (2005)
- Dreamer - La strada per la vittoria (Dreamer: Inspired by a True Story), regia di John Gatins (2005)
- La tela di Carlotta (Charlotte's Web), regia di Gary Winick (2006)
- Hounddog, regia di Deborah Kampmeier (2007)
- Winged Creatures - Il giorno del destino (Fragments - Winged Creatures), regia di Rowan Woods (2008)
- La vita segreta delle api (The Secret Life of Bees), regia di Gina Prince-Bythewood (2008)
- Push, regia di Paul McGuigan (2009)
- The Twilight Saga: New Moon, regia di Chris Weitz (2009)
- The Runaways, regia di Floria Sigismondi (2010)
- The Twilight Saga: Eclipse, regia di David Slade (2010)
- The Twilight Saga: Breaking Dawn - Parte 2 (The Twilight Saga: Breaking Dawn - Part 2), regia di Bill Condon (2012)
- Now Is Good, regia di Ol Parker (2012)
- The Motel Life, regia di Alan Polsky e Gabe Polsky (2012)
- Very Good Girls, regia di Naomi Foner (2013)
- Night Moves, regia di Kelly Reichardt (2013)
- The Last of Robin Hood, regia di Richard Glatzer e Wash Westmoreland (2013)
- Effie Gray - Storia di uno scandalo (Effie Gray), regia di Richard Laxton (2014)
- Ogni cosa è segreta (Every Secret Thing), regia di Amy J. Berg (2014)
- Franny (The Benefactor), regia di Andrew Renzi (2015)
- Brimstone, regia di Martin Koolhoven (2016)
- American Pastoral, regia di Ewan McGregor (2016)
- Tutto ciò che voglio (Please Stand By), regia di Ben Lewin (2017)
- Ocean's 8, regia di Gary Ross (2018)
- C'era una volta a... Hollywood (Once Upon a Time in... Hollywood), regia di Quentin Tarantino (2019)
- Sweetness in the Belly, regia di Zeresenay Berhane Mehari (2019)
- Viena and the Fantomes, regia di Gerardo Naranjo (2020)
- The Equalizer 3 - Senza tregua (The Equalizer 3), regia di Antoine Fuqua (2023)
- The Watchers - Loro ti guardano (The Watchers), regia di Ishana Night Shyamalan (2024)

#### Televisione
- E.R. - Medici in prima linea (ER) – serie TV, episodio 6x19 (2000)
- Ally McBeal – serie TV, episodio 3x21 (2000)
- Squadra Med - Il coraggio delle donne (Strong Medicinee) – serie TV, episodio 1x03 (2000)
- CSI - Scena del crimine (CSI: Crime Scene Investigation) – serie TV, episodio 1x07 (2000)
- The Practice - Professione avvocati (The Practice) – serie TV, episodio 5x09 (2000)
- Spin City – serie TV, episodio 5x10 (2000)
- Malcolm (Malcolm in the Middle) – serie TV, episodio 2x13 (2001)
- The Fighting Fitzgeralds – serie TV, episodio 1x01 (2001)
- The Ellen Show – serie TV, episodio 1x09 (2001)
- Taken – miniserie TV, 10 puntate (2002)
- Friends – serie TV, episodio 10x14 (2004)
- L'alienista (The Alienist) – serie TV, 18 episodi (2018-2020)
- The First Lady – serie TV, 10 episodi (2022)
- Ripley, regia di Steven Zaillian – miniserie TV (2024)
- The Perfect Couple, regia di Susanne Bier – miniserie TV (2024)

#### Cortometraggi
- Cutlass, regia di Kate Hudson (2007)
- Celia, regia di Rodrigo García (2012)
- The Escape, regia di Neill Blomkamp (2016)
- Oats Studios “Volume 1” - Zygote, regia di Neill Blomkamp (2017)

### Doppiatrice

#### Cinema
- Il mio vicino Totoro (となりのトトロ), regia di Hayao Miyazaki (2004)
- Lilo & Stitch 2 - Che disastro Stitch! (Lilo & Stitch 2: Stitch Has a Glitch), regia di Michael LaBash e Anthony Leondis (2005)
- Coraline e la porta magica (Coraline), regia di Henry Selick (2009)
- Yellowbird, regia di Christian De Vita (2014)

#### Televisione
- I Griffin (Family Guy) – serie animata, episodio 3x12 (2001)
- Kim Possible - Viaggio nel tempo, regia di Steve Loter – film TV (2003)
- Justice League Unlimited – serie animata, episodio 3x03 (2004)
- Gen: Lock - serie animata, 7 episodi (2019)

### Regista
- Hello Apartment, (2018) - cortometraggio

## Riconoscimenti
- Alliance of Women Film Journalists

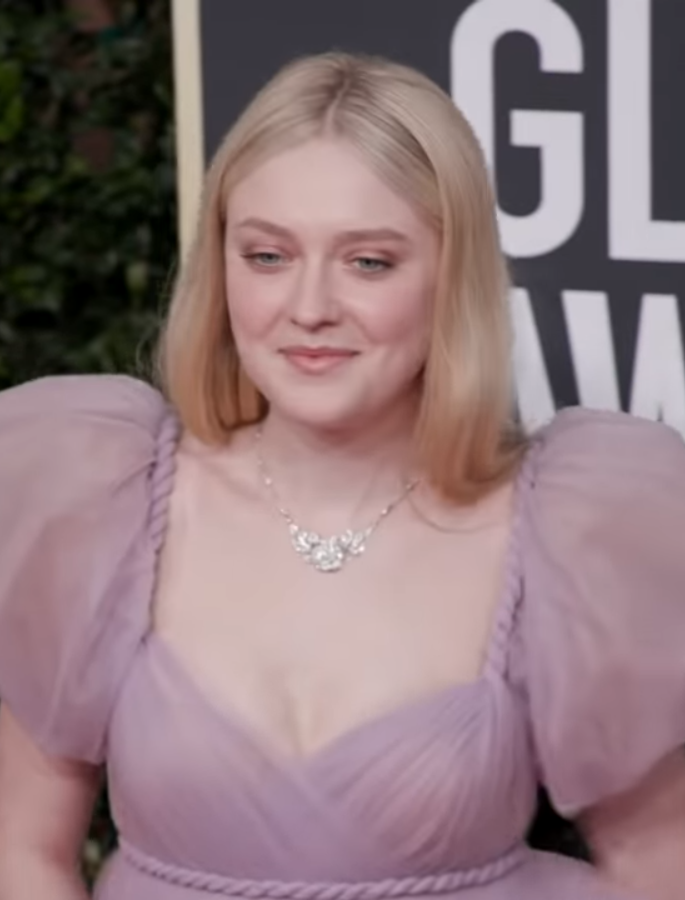
Dakota Fanning ai Golden Globe 2020

  - 2009 – Miglior donna animata, per Coraline e la porta magica
- CinEuphoria Awards
  - 2020 – Candidatura al miglior cast internazionale per C'era una volta a... Hollywood
  - Critics' Choice Movie Awards
  - 2002 – Miglior giovane attrice per Mi chiamo Sam[44]
  - 2005 – Candidatura alla miglior giovane attrice per Man on Fire - Il fuoco della vendetta[45]
  - 2006 – Miglior giovane attrice per La guerra dei mondi[46]
  - 2007 – Candidatura alla miglior giovane attrice per La tela di Carlotta[47]
  - 2009 – Candidatura alla miglior giovane attrice (under 21) per La vita segreta delle api[48]
- Premio Emmy
  - 2024 – Candidatura alla miglior attrice non protagonista in una miniserie o in un film tv per Ripley
- Fangoria Chainsaw Awards
  - 2006 – Candidatura alla miglior attrice per Nascosto nel buio
- Festival del film Locarno (Pardo di Bronzo) 
  - 2005 – Miglior attrice (condiviso con gli altri membri del cast) per 9 vite da donna (2005)
- Gold Derby Awards
  - 2020 – Candidatura al miglior cast per C'era una volta a... Hollywood
  - 2020 – Candidatura al miglior cast del decennio per C'era una volta a... Hollywood
  - 2021 – Candidatura alla miglior attrice drammatica televisiva per L'alienista
- Golden Schmoes Awards
  - 2004 – Candidatura alla miglior attrice non protagonista per Man on Fire - Il fuoco della vendetta[49]
  - 2005 – Candidatura alla miglior attrice non protagonista per La guerra dei mondi[50]
- Gotham Awards
  - 2005 – Candidatura al miglior cast per 9 vite da donna
- Hollywood Film Awards
  - 2008 – Miglior cast per La vita segreta delle api
- Irish Film and Television Awards
  - 2005 – Miglior attrice internazionale, La guerra dei mondi
- Las Vegas Film Critics Society Awards (Sierra Awards) 
  - 2002 – Gioventù nei film per Mi chiamo Sam
  - 2005 – Gioventù nei film per La guerra dei mondi
- MTV Movie Awards (MTV Movie Award) 
  - 2005 – Migliore performance terrorizzante per Nascosto nel buio
  - 2006 – Candidatura alla migliore performance terrorizzante per La guerra dei mondi
  - 2010 – Candidatura al miglior bacio (condiviso con Kristen Stewart) per The Runaways[51]
- Nickelodeon Kids' Choice Awards (Blimp Award) 
  - 2007 – Miglior attrice per La tela di Carlotta
- Online Film & Television Association
  - 2002 – Candidatura alla miglior giovane interpretazione per Mi chiamo Sam
  - 2006 – Candidatura alla miglior giovane interpretazione per La guerra dei mondi
  - 2001 – Candidatura alla miglior giovane interpretazione per The Runaways
  - 2020 – Candidatura al miglior cast per C'era una volta a... Hollywood
- Palm Springs International Film Festival
  - 2009 – Rising Star Award
- Phoenix Film Critics Society Awards
  - 2002 – Miglior giovane interpretazione per Mi chiamo Sam
  - 2008 – Miglior giovane interpretazione femminile per La vita segreta delle api
- Relly Awards
  - 2005 – Miglior giovane talento
- Satellite Awards (Special Achievement Award) 
  - 2002 – Nuovo miglior talento per Mi chiamo Sam
  - 2019 – Candidatura alla miglior attrice in una miniserie o film per la televisione per L'alienista[52]
- Saturn Award (Academy of Science Fiction, Fantasy & Horror Films, USA)
  - 2003 – Candidatura alla miglior attrice non protagonista in una serie televisiva per Taken
  - 2006 – Miglior attore emergente per La guerra dei mondi[53]
  - 2018 – Candidatura alla miglior attrice non protagonista in una serie televisiva per L'alienista[54]
- Screen Actors Guild Awards
  - 2002 – Candidatura alla miglior attrice non protagonista per Mi chiamo Sam[55]
  - 2020 – Candidatura al miglior cast per C'era una volta a... Hollywood[56]
- Teen Choice Awards
  - 2010 – Candidatura alla Female Scene Stealer per The Twilight Saga: New Moon[57]
  - 2010 – Candidatura alla miglior attrice drammatica per The Runaways[57]
- Women Film Critics Circle Awards
  - 2015 – Candidatura alla miglior giovane attrice per Effie Gray - Storia di uno scandalo[58]
- Young Artist Awards (Young Artist Award) 
  - 2002 – Miglior performance in un film – Giovane attrice sotto i dieci anni per Mi chiamo Sam
  - 2003 – Candidatura alla miglior performance in un film TV o serie TV – Giovane attrice protagonista per Taken
  - 2004 – Candidatura alla miglior performance in un film – Giovane attrice protagonista per Le ragazze dei quartieri alti (2003)
  - 2005 – Candidatura alla miglior performance in un film – Giovane attrice protagonista pre Man on Fire - Il fuoco della vendetta
  - 2006 – Miglior performance in un film (Commedia o Dramma) – Giovane attrice protagonista per Dreamer - La strada per la vittoria
  - 2007 – Candidatura alla miglior performance in un film – Giovane attrice protagonista per La tela di Carlotta
  - 2009 – Miglior performance in un film (Commedia o Dramma) – Giovane attrice protagonista per La vita segreta delle api
  - 2010 – Candidatura alla miglior performance di voce – Giovane attrice per Coraline e la porta magica

## Doppiatrici italiane
Nelle versioni in italiano delle opere in cui ha recitato, Dakota Fanning è stata doppiata da:
- Erica Necci in Le ragazze dei quartieri alti, La guerra dei mondi, La tela di Carlotta, Push, The Twilight Saga: New Moon, The Twilight Saga: Eclipse, The Twilight Saga: Breaking Dawn - Parte 2, Now is Good, Effie Gray - Storia di uno scandalo, L'alienista, The First Lady, Ripley, The Perfect Couple
- Giulia Franceschetti in Friends, Il gatto... e il cappello matto, Man on Fire - Il fuoco della vendetta, Nascosto nel buio, Dreamer - La strada per la vittoria, Winged Creatures - Il giorno del destino, La vita segreta delle api, Tutto ciò che voglio, C'era una volta a... Hollywood, The Equalizer 3 - Senza tregua, The Watchers - Loro ti guardano
- Rossa Caputo in 24 ore, Franny, American Pastoral
- Sofia Ciccarone in Mi chiamo Sam
- Benedetta Gravina in Taken
- Claudia Mazza in 9 vite da donna
- Roisin Nicosia in Ogni cosa è segreta
- Germana Longo in Brimstone
- Elisa Angeli in Oceans'8

Da doppiatrice è sostituita da:
- Valentina Mari in Kim Possible - Viaggio nel tempo
- Lilian Caputo in Lilo & Stitch 2 - Che disastro Stitch!
- Eva Padoan in Coraline e la porta magica